# Jacques D’Amours
Jacques D’Amours (geb. 1956 oder 1957) ist ein kanadischer Milliardär und Geschäftsmann sowie Mitbegründer und Vizepräsident der kanadischen, multinationalen Convenience-Shop-Kette Alimentation Couche-Tard mit angeschlossenem Tankstellennetz.

## Karriere
D’Amours war 1980 Mitbegründer von Couche-Tard – der jüngste der vier Mitbegründer, neben Alain Bouchard, Richard Fortin und Réal Plourde. Er ist der zweitgrößte Aktionär des Unternehmens in Laval in der Provinz Québec. Seit 2015 ist D’Amours bei Forbes als Milliardär gelistet.
Am 1. September 2021 gab das Unternehmen Couche-Tard Wahldetails von deren Direktoren bekannt; Jacques D’Amours war einer der Kandidaten.

## Privates
Er ist verheiratet, hat zwei Kinder und lebt in Montreal, Quebec.